# Barrabas (film)
Barrabas er en fransk stumfilm fra 1920 af Louis Feuillade.

## Medvirkende
- Fernand Herrmann som Jacques Varèse
- Édouard Mathé som Raoul de Nérac
- Gaston Michel som Rudolph Strélitz
- Georges Biscot som Biscotin
- Blanche Montel som Françoise Varèse